# لانا ماركوني
لانا ماركوني (بالفرنسية: Lana Marconi)‏ (مواليد 8 سبتمبر 1917 في بوخارست، مملكة رومانيا - توفيت 8 ديسمبر 1990 في بلدة نويي-سور-سين بفرنسا)، هي ممثلة رومانية - فرنسية، والزوجة الخامسة والأخيرة للممثل والمخرج والكاتب المسرحي الفرنسي الشهير ساشا غويتري، والتي تزوجتها في عام 1949. ظهرت حصريا في أفلام زوجها.

## روابط خارجية
- لانا ماركوني في قاعدة بيانات الأفلام على الإنترنت